# Список репресованих радянських художників
Список репресованих радянських художників — неповний перелік радянських художників і графіків, що були репресовані в СРСР за часів тоталітаризму.

## А
- Андрєєва Алла Олександрівна(1915 —) — живописець, графік. Арештована у 1947 році, засуджена до двадцяти п'яти років концтаборів та п'яти років позбавлення прав, покарання відбувала на станції Потьма у Мордовії. Лагерний номер А-402. Реабілітована у 1954 році.
- Анісімов Олександр Іванович(1877—1933) — художник-реставратор, мистецтвознавець, дослідник давньоруського мистецтва, професор ВХУТЕМАСу — ВХУТЕІНу. Помер у концтаборі Соловецького монастиря.
- Арцибушев Олексій Петрович(10 жовтня 1919 — ?) — графік. Арештований у 1946, покарання відбував в Комі, звільнений у 1952, залишений у містах заслання довічно. Реабілітований у 1956 році.

## Б
- Барановський Петро Дмитрович(9 лютого 1892 — †12 червня 1984) — архітектор-реставратор, музейник, рятівник пам'яток архітектури. Арештований і засуджений до трьох років ув'язнення і заслання до Сибіру, покарання відбував у місті Маріїнськ (тепер Кемерівська область).
- Борхман Ірина Олксандрівна(23 липня 1902 — ?) — графік. Арештована як російська німкеня у вересні 1941 року, засуджена до 10 років виправих робіт і на довічне заслання. Звільнена і реабілітована у 1956 році.

## В
- Вагнер Георгій Карлович(1908 —) — доктор мистецтвознавства. Арештований у 1937, від розстрілу у концтаборі врятував арешт самого М. Єжова. Другий арешт у 1947 році. Реабілітований у 1955 році.
- Василенко Віктор Михайлович(1904 — ?) —професор МГУ, доктор мистецтвознавства. Арештований у 1947 році, засуджений до двадцяти п'яти років концтаборів, покарання відбував на шахтах міста Воркута. Звільнений з покарання у 1956 році.
- Вейдеманіс Карл Янович(5 серпня 1897 — 17 січня 1938) — головний художник латиського театру «Скатуве» в місті Москва. Розстріляний.
- Віткаускас Ареяс Леоно(1925 — ?) — живописець, співак. Арештований в листопаді 1948 року, засуджений до восьми років концтаборів, покарання відбував у Архангельській області (Каргопольлаг), де став інвалідом. Звільнений у 1954 році. Реабілітований у 1957 році.
- Вингорський Андрій Кузьмич(2 жовтня 1902 — ?) — графік. Арештований в лавах Армії у 1943 році. Розстріл змінено на 10 років виправих робіт і на поразку у правах на п'ять років.
- Вощакін Олексій Васильович(1898—1941) — живописець, голова правління Західносибірського виробничого товариства «Художник». Загинув в тюрмі.
- Вязминський Лев Пейсахович(? — ?) — художник, випускним майстерні монументальних робіт ВХУТЕІНа (1930). Арештований навесні 1938 року, засуджений по 58 статті до 10 років виправих робіт у виправних концтаборах

## Г
- Гайдукевич Михайло Захарович(? — 10 червня 1938) — художник. Розстіляний 10 червня 1938 року.
- Гальперін Лев Соломонович(? — 5 лютого 1938) — скульптор, графік. Навчався у Парижі. Розстріляний 5 лютого 1938 року.

## Д
- Древін Олександр Давидович(15 липня 1889—1938) — живописець, викладач ВХУТЕМАСу — ВХУТЕІНу. Арештований у січні 1938, зник безслідно. Реабілітований у 1956 році.
- Доброковський Мечислав Васильович() — художник-графік і портретист.

## К
- Комаровський Володимир Олексійович(8 жовтня 1883 — 5 листопада 1937) — художник-іконописець. Був під арештом п'ять разів, покарання відбував в різних містах. Розстріляний 5 листопада 1937 року.

- Коннов Федір Євлахович(? — ?) — художник, випускним майстерні монументальних робіт ВХУТЕІНа (1930). Арештований навесні 1938 року, засуджений по 58 статті до 10 років виправих робіт у виправних концтаборах.
- Клуцис Густав Густавович(16 січня 1895 — ? 1938) — графік. Реабілітований посмертно у 1956 році.

## Л
- Лавров Георгій Дмитрович(1895—1991) — скульптор. Арештований у 1938 році, засуджений до п'яти років концтаборів, які відбув на Колимі і в засланні у місті Красноярськ. Реабілітований у 1954 році.

## М
- Малаєв Федір Петрович(? — ?) — художник, випускним майстерні монументальних робіт ВХУТЕІНа (1930). Арештований навесні 1938 року, засуджений по 58 статті до п'яти років виправих робіт у виправних концтаборах.
- Майнельд Антон(? — ?) — художник живописного цеху Дмитровського порцелянового заводу. Розстріляний.

- Масман Вальтер(? — ?) — художник, працював в Учпедгізі. Розстріляний.
- Монотов Іван Романович(італієць за походженням, справжнє ім'я Сильва Арнольді Фуромео з міста Рим, ? — ?) — скульптор. Розстріляний.

## Н
- Некрасов Олексій Іванович(1 квітня 1885 — 25 вересня 1950) — професор, мистецтвознавець, викладач МГУ та ВГІКу, Москва. Розстріл змінено на 10 років виправих робіт і на поразку у правах на п'ять років. Загинув 25 вересня 1950 у засланні.
- Нікітін Леонід Олександрович(14 травня 1896 — 20 жовтня 1942) — театральний художник. Загинув 20 жовтня 1942 в радянському концтаборі.

## О
- Онацький Никанор Харитонович (1875—1937) — український художник, викладач малюнка, поет, музейник
- Осипов ПетроФедорович (1896—1964) — живописець, викладач малюнка в Московському поліграфічному інституті. Арештований у березні 1938 року, засуджений до восьми років концтаборів. Арештований вдруге у грудні 1947 року і засланий до Сибіру. Реабілітований у 1954 році.

## Р
- Розенгольд Єва Павлівна(10 червня 1898 — 10 червня 1875) — живописець, графік. Рідна сестра Розенгольца, наркома зовнішньої торгівлі СРСР, розстріляного у 1937 році. Арештована у серпні 1949 року на 10 років заслання. Реабілітована у 1956 році.

## С
- Семашкевич Роман Матвійович(1900 — ? 1937) — живописець, графік. Арештований в листопаді 1937 року, засуджений до десяти років без права листування. Зник безслідно. Розстріляний у 1937 році. (?).Реабілітований посмертно у 1958 році.
- Соколов Михайло Ксенофонтович(19 вересня 1885 — 29 вересня 1947) — живописець, графік. Реабілітований посмертно у 1958 році.
- Юло Соостер(17 октября 1924—1970) — художник, график. 1949—1956 рр. — арештований в місті Таллінн за «приналежність до антирадянської групи», засуджений до заслання, яке відбував у місті Караганда. Звільнений у 1956 році.
- Суханов Іван Петрович(1881—1942) — живописець, архітектор. Арештований у грудні 1934, засуджений до п'яти років концтаборів. У 1942 році загинув у концтаборі міста Барнаул.

## Т
- Тімірєв Володимир Сергійович(1914 —) — художник, учень художника Кравченко, студент Московського архітектурно-конструкторського институту. Арештований 22 березня 1938 року. Розстріляний 28 травня 1938 року.

## Ф
- Фрицше Єлизавета(? — ?) — художник-графік.

## Ц
- Цирельсон Яків Ісаакович(? — ?) — художник, випускним майстерні монументальних робіт ВХУТЕІНа (1930). Арештований навесні 1938 року, засуджений по 58 статті до 10 років виправих робіт у виправних концтаборах.

## Е
- Ессен Володимир Михайлович(1902—1938) — художник. Розстріляний 4 червня 1938 року.